# O Homem Que Sou
O Homem Que Sou é o décimo segundo álbum de estúdio a solo do cantor português Tony Carreira. Foi lançado em 2008 pela editora Farol Música.
Contém 14 faixas, das quais se destacam "Porque é que vens", primeiro avanço deste trabalho, e "A cantar", uma canção em dueto com o cantor italiano Toto Cutugno.
Este trabalho entrou directamente, em Dezembro de 2008, para o 1º lugar do Top Oficial da AFP, a tabela semanal dos 30 álbuns mais vendidos em Portugal, tendo aí ficado por sete semanas consecutivas, sendo destronado por Rita Guerra.

## Faixas
1. "Deixem-me cantar" - 03:50
2. "Porque é que vens" - 04:13
3. "Se me vais deixar" - 03:34
4. "A cantar (com Toto Cutugno)" - 03:59
5. "Como antes do adeus" - 04:04
6. "Vim aqui dizer que vou embora" - 04:22
7. "E agora que estou sem ti" - 03:55
8. "Não me falem dela" - 04:03
9. "Por amor não me arrependo" - 03:46
10. "Sigo só" - 03:43
11. "Vou viver sem ti" - 04:28
12. "Ainda és a minha vida" - 03:32
13. "P'ra estar contigo" - 04:19
14. "Obrigado (por tudo o que me dão)" - 03:44